# Karl Philipp Schwarzenberg

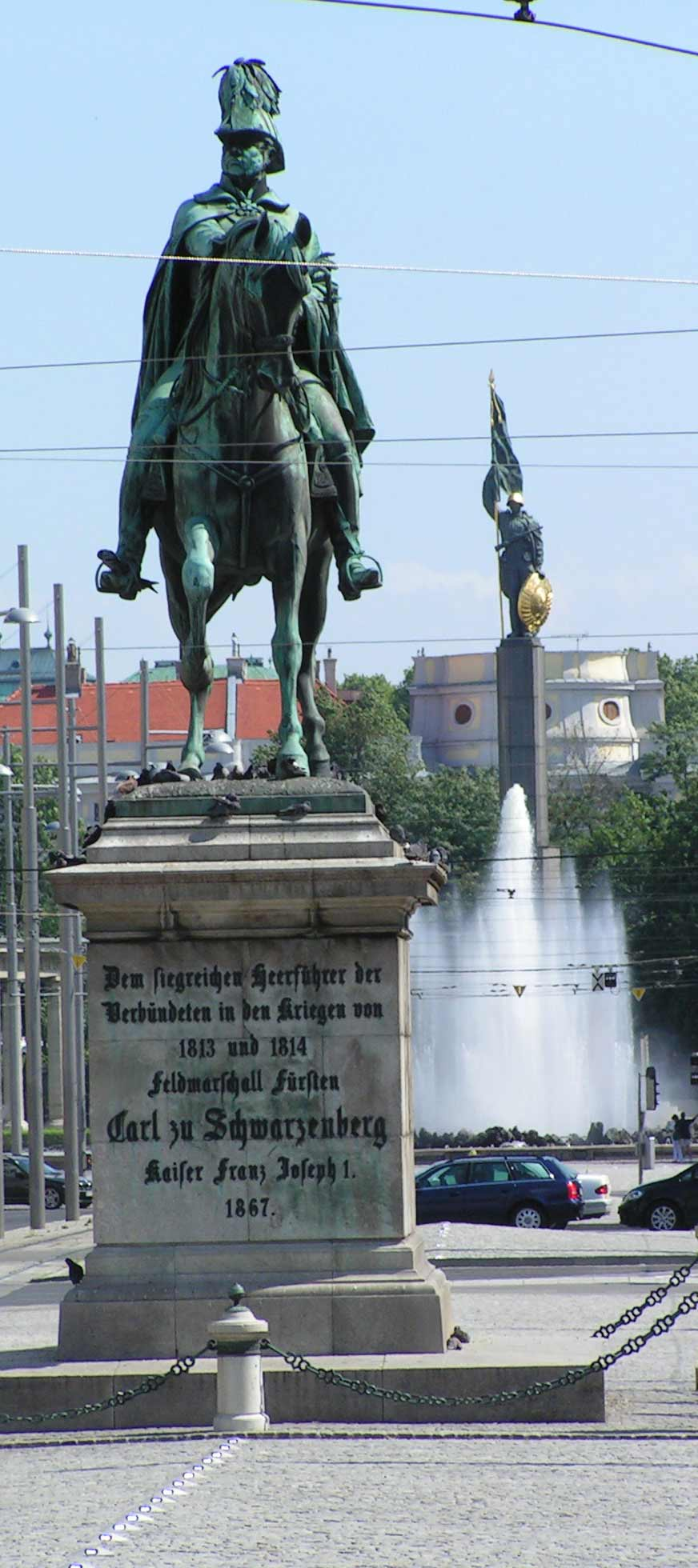
Pomnik księcia w Wiedniu

Karl Philipp Schwarzenberg (ur. 18 kwietnia 1771 w Wiedniu, zm. 15 października 1820 w Lipsku) – książę, austriacki marszałek polny i dyplomata.

## Życiorys
Do wojska wstąpił w 1787 i już rok później walczył w wojnie z Turcją wraz z Poniatowskim (który uratował mu życie w bitwie pod Šabacem). Brał udział w wojnie Pierwszej Koalicji przeciwko rewolucyjnej Francji (1792-1797). 6 września 1796 został mianowany na stopień generała majora, a 4 września 1800 na stopień marszałka polnego porucznika. 3 grudnia tego roku odznaczył się w bitwie pod Hohenlinden, w czasie której osłaniał wycofujące się wojska austriackie. Był jednym z niewielu, którym udało się zbiec wraz z oddziałami po przegranej przez Austriaków bitwie pod Ulm (8–15 października 1805).
W 1808 był ambasadorem w Rosji, przekonał cara Aleksandra I aby opóźnił rosyjskie poparcie dla Francji w 1809 roku. Gdy Austria wywołała wojnę z Francją, był w 1809 współautorem początkowych sukcesów Austriaków, potem walczył w przegranej bitwie pod Wagram (5–6 lipca). 26 września tego roku został mianowany na stopień generała kawalerii. Po zawarciu pokoju w 1810 został ambasadorem w Paryżu, negocjował małżeństwo Napoleona z córką cesarza austriackiego Franciszka I – Marią Ludwiką. 
W 1812 na rozkaz Napoleona uczestniczył w inwazji na Rosję, jako dowódca austriackiego korpusu posiłkowego. W czasie działań wojennych pozostał jednak bierny, a nawet umożliwił współdziałanie Rosji z Prusami. W trakcie inwazji (2 października) został mianowany na stopień marszałka polnego. 
Był przywódcą frakcji domagającej się wznowienia przez Austrię wojny przeciwko Francji; po przyłączeniu się Austrii do koalicji antynapoleońskiej w 1813 jako naczelny dowódca zjednoczonych sił odniósł zwycięstwo w wielkiej „bitwie narodów” pod Lipskiem, która była drugim (po Moskwie) upadkiem Napoleona (w niej to poległ książę Józef Poniatowski). Następnie przewodził operacjom sojuszników we Francji i brał udział w okupacji Paryża w 1814. Uczestniczył w rokowaniach kongresu wiedeńskiego w 1815. W 1817 przeżył wylew krwi do mózgu. Zmarł trzy lata później.

## Ordery i odznaczenia
- Order Złotego Runa (Austria)
- Krzyż Wielki Orderu Marii Teresy (Austria)
- Krzyż Wielki Orderu Świętego Stefana (Austria)
- Złoty Krzyż Honorowy Wojskowy (Austria)
- Order Świętego Andrzeja Apostoła (Rosja)
- Order Świętego Aleksandra Newskiego I Klasy (Rosja)
- Order Świętej Anny I Klasy (Rosja)
- Order Świętego Jerzego I Klasy (Rosja)
- Order Ducha Świętego (Francja)
- Krzyż Wielki Orderu Legii Honorowej (Francja)
- Krzyż Wielki Orderu Łaźni (Anglia)
- Order Słonia (Dania)
- Krzyż Wielki Orderu Miecza (Szwecja)
- Order Annuncjaty (Sabaudia) nadany w 1815 przez Karola Emanuela I króla Sardynii[2]
- Krzyż Wielki Orderu Świętego Ferdynanda (Sycylia)
- Order Orła Czarnego (Prusy)
- Order Orła Czerwonego I Klasy (Prusy)
- Order Świętego Huberta (Bawaria)
- Krzyż Wielki Orderu Maksymiliana Józefa (Bawaria)
- Order Korony Rucianej (Saksonia)
- Krzyż Wielki Orderu Wilhelma (Holandia)
- Krzyż Wielki Orderu Gwelfów (Hanower)
- Order Wierności (Badenia)